# علم أستانا
علم مدينة أستانا عاصمة كازاخستان، صُمم من الرئيس الأول لكازاخستان نور سلطان نزارباييف. وتم اعتماد العلم الحالي مع شعار النبالة الخاص بأستانا من قبل مجلس مدينة أستانا في 18 نوفمبر 2022.

## تاريخه
من عام 1998 إلى عام 2008، كان لأستانا علم مختلف: قطعة قماش زرقاء تحمل صورة شعار النبالة القديم، وكانت نسبة عرض العلم إلى طوله 1:2. في 5 يونيو 2008، تم اختيار علم جديد.

## الأعلام السابقة

علم أستانا، المستخدم في الفترة 1998-2008
علم أستانا السيريلي، المستخدم في الفترة 2008-2019
علم نور سلطان، المستخدم في الفترة 2019-2022

## روابط خارجية
- علم مدينة أستانا على موقع Astana.gov.kz
- (بالإنجليزية) "وصف العلم". أعلام العالم.